# Дитиоарсенат натрия
Дитиоарсенат натрия — неорганическое соединение,
тиосоль натрия и мышьяковой кислоты с формулой Na3AsO2S2,
бесцветные кристаллы,
растворяется в воде,
образует кристаллогидраты.

## Получение
- Кипячение порошка серы в растворе сульфида мышьяка(III) и едкого натра:

{\displaystyle {\mathsf {As_{2}S_{3}+2S+6NaOH\ {\xrightarrow {100^{o}C}}\ Na_{3}AsO_{2}S_{2}+H_{2}S+2H_{2}O}}}

## Физические свойства
Дитиоарсенат натрия образует кристаллогидраты состава Na3AsO2S2•n H2O, где n = 7 и 11.
Растворяется в воде.
Кристаллогидрат Na3AsO2S2•11H2O — бесцветные кристаллы
ромбической сингонии,
пространственная группа P nma,
параметры ячейки a = 1,255 нм, b = 1,406 нм, c = 0,9528 нм, Z = 4
.